# Ричаг (РЕБ)

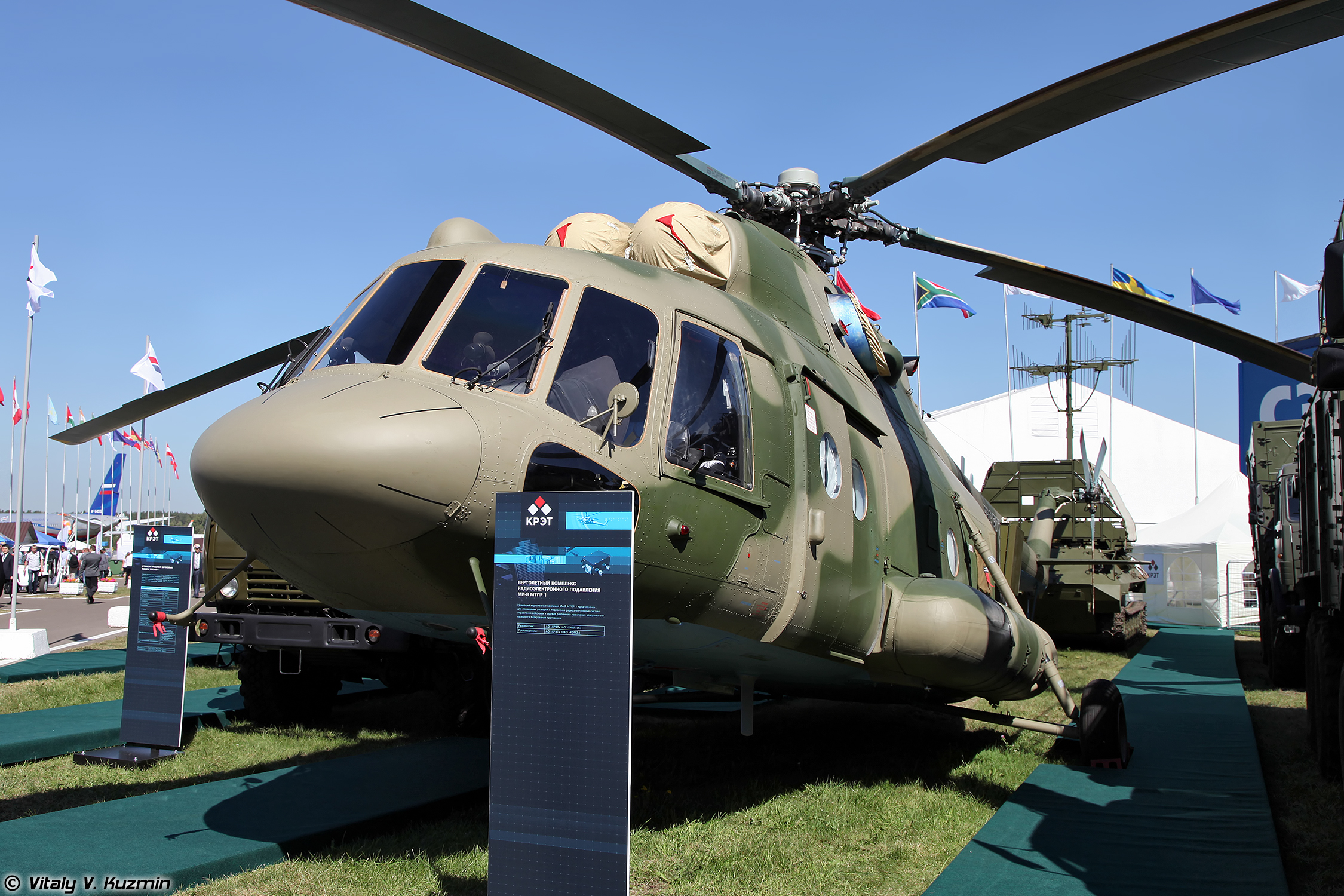
Вертолітний комплекс радіоелектронного придушення Мі-8МТПР-1 з «Ричаг»

Ричаг («Ричаг-АВ», «Ричаг-БВ», рос. Рычаг, укр. Важіль) — російська станція активних радіоперешкод.
Належить до засобів радіоелектронної боротьби та радіоелектронної розвідки фронтової та армійської авіації Л-187А(Б). Планується для заміни станції РЕП «Смальта». «Ричаг-АВ» працює переважно по зенітно-ракетними системам.
Розробник — Калузький науково-дослідний радіотехнічний інститут (ФГУП «КНДРТІ»).
Виробник — КРЕТ
Державні випробування станції «Ричаг-БВ1» були проведені у 1990 році з позитивним результатом, але через кризу подальші роботи за системою та її серійне виробництво було заморожено. У 2001 році відновлено роботи за новим варіантом станції «Ричаг-АВ», головний конструктор Гальченков А. Г. На 2015 рік було побудовано три вертольоти РЕБ, оснащених цією системою.

## Конструкція
САП «Ричаг» сконструйована на основі функціональних блоків базових конструкцій (ФББК), з метою її можливого використання не лише в авіації, а й на користь сухопутних військ та ВМФ.
Відмінною особливістю комплексу є наявність у складі системи аналізу та управління, яка забезпечує аналіз радіотехнічних параметрів прийнятих сигналів, самостійний вибір сигналу на придушення, керування сигналом перешкоди за частотою та напрямком, заборона або дозвіл видачі перешкоди за сукупністю параметрів прийнятих сигналів, одночасне придушення кількох сигналів противника, що працюють у безперервному, імпульсному або квазінеперервному режимах випромінювання.
Система «Ричаг» має базу даних, у якій зберігається інформація різних військових об'єктів. Вона дозволяє підбирати під визначений тип цілі найбільш ефективні перешкоди. База станцій «Ричаг-АВ» це багатопромінні антені решітки. Для формування сигналів в станції використовуються технологія DRFM (Digital Radio Frequency Memory – цифрове оброблення і запис радіосигнала), котра гарантує стійке приймання сигналів радіолокаційних засобів і їх радіопридушення по всій зоні дії. Заялено, що система створена на основі комплектуючих вітчизняного виробництва.

## Носії
Комплекс встановлюється на вертольоти армійської авіації Мі-8МТПР-1. Вага обладнання складає близько 1,5 т. Вартість одного вертольота становить близько 600 млн рублів (у цінах 2015 року).
Станція «Ричаг» може бути встановлена не лише на повітряних суднах (гвинтокрилах, літаках), а й на наземних, стаціонарних і рухомих об'єктах та можливе встановлення на кораблях.
Тактико-технічні характеристики комплексу «Ричаг-АВ» є державною таємницею.

## Тактико-технічні характеристики
Дальність встановлення перешкод в радіусі, км: кілька сотень
Діапазон робочих частот: МГц 5100 … 10950
Сектор роботи по куту місця: 15 градусів
Сектор роботи по азимуту: 15 градусів
Еквівалентна чутливість, дБ/Вт мінус 105—120
Енергопотенціал: 105 Вт
Види створюваних перешкод: прицільні за частотою і напрямом, загороджувальні за дальністю, пов'язані зі спектрами сигналів, що приймаються.
Максимальна кількість радіоелектронних засобів, що одночасно пригнічуються: до 8

## Застосування
Застосовується у військовій операції Росії в Сірії.

## Оператори
- Росія: постачаються у війська з 2016 року[2]. Знаходяться на озброєнні в Південному[4] і Західних військових округів[8].